# I Cani Baustelle
I Cani Baustelle è un EP split tra il progetto musicale di Niccolò Contessa, I Cani, e la band italiana Baustelle, pubblicato il 6 dicembre 2023.

## Descrizione
L'album è stato distribuito in sola versione vinile, la mattina del 6 dicembre 2023, senza alcun tipo di pubblicità o sponsorizzazioni, e fatto recapitare a pochi negozi di dischi selezionati in tutta Italia. Successivamente, durante la stessa giornata, è stato reso disponibile anche per il download digitale sulla piattaforma Bandcamp. Solamente il 1 febbraio 2024 è poi arrivato sulle altre piattaforme di streaming. 
L'EP è composto da due tracce, che a loro volta sono divise in due differenti titoli, a rimarcare l'unione omogenea degli stili dei due progetti musicali ma facendone anche notare il contrasto; non avendo una struttura basata sul classico schema strofa/ritornello, i due brani sono una sorta di collage tra l'anima pop dei Baustelle e quella più dilatata ed eterea de I cani. 

## Tracce
Testi e musiche di Francesco Bianconi e Niccolò Contessa.
1. Nabucodonosor/Essere vivo – 4:19
2. Canzone d'autore/L'ultimo animale – 5:58